# Nikopol'
Nikopol' (in ucraino Нікополь?, in russo Никополь? Nikopol') è una città dell'Ucraina nell'oblast' di Dnipropetrovs'k. Ospita l'amministrazione del distretto di Nikopol'. Nel 2022 aveva una popolazione di 105 160 abitanti.
Fino al 18 luglio 2020 Nikopol' era classificata come città di rilevanza regionale e costituiva un comune autonomo rispetto al distretto di Nikopol', anche se ne costituiva il centro amministrativo. Nell'ambito della riforma amministrativa dell'Ucraina, che ha ridotto a sette il numero dei distretti dell'oblast' di Dnipropetrovs'k, Nikopol' è entrata a far parte del distretto di Nikopol'.
Nikopol' è una città posizionata di fronte alla principale centrale nucleare ucraina, la Centrale nucleare di Zaporižžja. Il nome della città significa "Città della Vittoria" (dal greco antico: Νικόπολις?, Nikopolis).